# Tuborg Labyrinten
Tuborg Labyrinten er en ca. 3000 m² stor labyrint, beliggende på et haveanlæg på Pile Allé i Frederiksberg. Labyrinten er doneret af Tuborgfondet og blev opført i 1993. Wibro, Duckert & Partners leverede idéoplægget og Vej- og Parkafdelingen i Frederiksberg Kommune, har forestået projektering og udførelsen anlægget. Labyrinten er lavet af ca 7.000 bøgeplanter og stisystemet omfatter i alt ca. 800 m grussti, og i centrum af området, der er mål for labyrinten, er der anlagt et 160m² stort græsareal udformet som Tuborg-etiket. Frederiksberg Kommune fik i 1993 tildelt en såkaldt Rosende Omtale for etableringen af det populære labyrintanlæg af Foreningen til Hovedstadens Forskønnelse.